# Cry of Terror
Cry of Terror war eine niederländische Thrash-Metal-Band aus Winterswijk, die im Jahr 1986 gegründet wurde und sich 1991 wieder auflöste.

## Geschichte
Die Band wurde im Jahr 1986 von Bassist Walter Raben, Sänger Hans Aalbers, Schlagzeuger Peter „Piere“ te Bogt und Gitarrist Wouter Maarse gegründet. Zusammen entwickelten sie die ersten Lieder und spielten die ersten Konzerte. Nach einem Auftritt in Süddeutschland im Jahr 1988 erreichte die Band einen Vertrag mit Old World Records aus Peine. Die Band begab sich ins Studio, um eine EP sowie ihr Debütalbum aufzunehmen. Nach der weltweiten Veröffentlichung im Jahr 1989 folgten einige Auftritte. Im Jahr 1991 folgte das zweite Album Unnatural Prospects in a Concrete World. Der Veröffentlichung folgten Tourneen durch ganz Deutschland sowie die Tschechoslowakei, die Schweiz, Österreich und Polen. Die Band löste sich dann jedoch noch im selben Jahr wieder auf.

## Stil
Die Band spielt eine Form des Thrash Metal, die an Ignorance von Sacred Reich erinnert. Die Lieder werden oft sehr aggressiv, sodass gelegentlich Vergleiche mit Slayer gezogen werden können. Auch ist der gelegentliche Einsatz von Death-Metal-Einflüssen charakteristisch.

## Diskografie
- 1989: The Beginning (EP, Old World Records)
- 1989: Terror of the Concrete World (Album, Old World Records)
- 1989: Cry of Terror (Single, Old World Records)
- 1990: Ox Faces the Facts # 3 (Split mit Dirge, Wind of Change und Conspiracy of Equals, Old World Records)
- 1991: Unnatural Prospects in a Concrete World (Album, Old World Records)